# Смирнов, Николай Фёдорович (строитель)
Николай Фёдорович Смирнов (5 июля 1929 — 13 марта 2015, Буй, Костромская область) — передовик советской строительной отрасли, общественный и хозяйственный деятель Советского Союза и Российской Федерации, руководитель строительной организации Буйская ПМК (1975—2010), почётный гражданин Костромской области (2003), заслуженный строитель РСФСР.

## Биография
Родился 5 июля 1929 году в деревне Гавриловское, ныне Буйского района Костромской области. Завершил обучение в Костромской областной школе механизации, а также проходил обучение в Костромской сельскохозяйственной школе по подготовке председателей колхозов.
Трудовую деятельность начал в суровые годы Великой Отечественной войны. Стал работать простым колхозником в колхозе имени Ленина. Позже был призван в ряды Советской Армии. Демобилизовавшись, вернулся в колхоз имени Ленина и стал работать главным механиком, затем был назначен председателем колхоза, а позже стал секретарем партийной организации колхоза «Дружба».
В 1975 году ему было доверено возглавить строительную организацию Буйскую ПМК, руководителем которой он проработал до 2010 года. За всё время работы в этой должности он внёс неоценимый вклад в социальное развитие города Буя, Буйского района и Костромской области. Под его руководством и ответственность было введено в эксплуатацию 127329 квадратных метров жилой площади для населения, построена 21 школа, возведены различные объекты социокультурного назначения, сданы в пользование здания банков, налоговой инспекции, сооружена центральная районная больница на 200 мест.
Огромное внимание руководитель Смирнов уделял совершенствованию технологии строительного производства, делал всё возможное для улучшения качества строительно-монтажных работ. Благодаря его организаторским способностям ОГУП «Буйская ПМК-2» входило в число передовых предприятий строительной отрасли Костромской области. Постоянно оказывалась благотворительная помощь и поддержка учреждениям социальной сферы города и района.
10 июля 2003 года был удостоен высокого звания «Почетный гражданин Костромской области» с формулировкой за многолетний добросовестный труд, активную общественную деятельность и огромный личный вклад в социально-экономическое развитие Костромской области.
Проживал в городе Буе Костромской области. Умер 13 марта 2015 года.

## Награды
За трудовые успехи удостоен:
- Орден Трудового Красного Знамени
- Орден Знак Почёта
- Заслуженный строитель РСФСР
- другие медали.
- Почётный гражданин Костромской области (10.07.2003).